# Dicranomyia simulans
Dicranomyia simulans är en tvåvingeart. Dicranomyia simulans ingår i släktet Dicranomyia och familjen småharkrankar.

## Underarter
Arten delas in i följande underarter:
- D. s. simulans
- D. s. concinna